# Scienza normale
La scienza normale è un concetto epistemologico elaborato in La struttura delle rivoluzioni scientifiche da Thomas Kuhn.
L'espressione si riferisce al lavoro di routine degli scienziati che seguono una tradizione di ricerca affermata o paradigma, accumulando dati a sostegno della teoria dominante, invece di mettere alla prova le assunzioni di base del quadro teorico di riferimento. Inoltre, essa viene sistematizzata nei manuali, che la presentano in maniera sistematica e acritica, facendo sì che in tal modo l'approccio dominante continui a riprodursi nelle generazioni successive di scienziati.

Si contrappone al concetto di scienza straordinaria (o extra-ordinaria).